# Amandine Fredon
Amandine Fredon est une réalisatrice française de film d'animation née à Saint-Junien.
Elle est principalement connue pour avoir coréalisé en 2022 le film d'animation Le Petit Nicolas : Qu'est-ce qu'on attend pour être heureux ?

## Biographie
Elle est née[Quand ?] à Saint-Junien.
Elle fait des études artistiques : Bac Art Appliqués, BTS Images de Communication, elle étudie l'illustration à l'académie royale des beaux-arts de Bruxelles puis rejoint l’atelier Bande dessinée à Angoulême. Elle rejoint ensuite l'école d'animation La Poudrière.
Elle commence sa carrière professionnelle chez Folimage.
Elle co-réalise avec Benjamin Massoubre le film d'animation Le Petit Nicolas, nommée aux césars en 2023, a Cannes, au FEMA.

## Œuvre
- 2002 : Le Trésor du têtard salé[2]
- 2009 : Ariol ; saison 1 (78 épisodes)[2]
- Michel[Quand ?] (assistante réalisatrice)[9]
- 2013 : C’est bon (26 épisodes)[2]
- 2016 : Tu mourras moins bête ; saison 1 (30 épisodes)[2]
- 2017 :
  - Tu mourras moins bête ; saison 2 (40 épisodes)[2]
  - Ariol ; saison 2 (41 épisodes)[2]

- 2019 : Ariol prend l’avion (et autres têtes en l’air) (animation personnage Ariol)[2]
- 2022 : Le Petit Nicolas : Qu'est-ce qu'on attend pour être heureux ?[10] avec Benjamin Massoubre
- 2023 : Music Queens[11]